# Vloedgraaf
Le Vloedgraaf est un ruisseau néerlandais du Limbourg néerlandais et un affluent du Geleenbeek, donc un sous-affluent de la Meuse.

## Géographie
Le Vloedgraaf se jette dans le Geleenbeek à Susteren. Le ruisseau a été creusé en grande partie, essentiellement pour améliorer l'évacuation des eaux de cette zone agricole, ainsi que pour décharger le Geleenbeek et le Roode Beek. Initialement, le ruisseau était rectiligne, couvert de dalles à certains endroits. À partir de 1992, l'Agence de l'eau locale a réaménagé le ruisseau, en créant un cours plus sinueux, afin de lui donner un caractère plus naturel.